# Сјерпц
Сјерпц (пољ. Sierpc) град је у Пољској у Војводству мазовском. По подацима из 2012. године број становника у месту је био 18 632.

## Становништво
| 2012.  |
| ------ |
| 18 632 |